# Leonardo Fernández Troyano
Leonardo Fernández Troyano est un ingénieur civil espagnol né à Madrid le 9 juillet 1938.

## Biographie
Leonardo Fernández Troyano est le fils de Carlos Fernández Casado et de Rita María Troyano de los Ríos.
Il suit les études du Colegio de Ingenieros de Caminos, Canales y Puertos dont il est diplômé en 1963. Il est reçu docteur en génie civil en 1965.
Il travaille avec son père dans son bureau d'études à partir de décembre 1963. Javier Manterola est associé au bureau d'études en 1964. Ce bureau d'études devient en 1966 le bureau d'études Carlos Fernández Casado, S.L. Le bureau d'études a pris la forme d'une société anonyme en 1992 dont il est le directeur général et Javier Manterola le président.

## Publications
- Bridge engineering. A global perspective, Colegio de Ingenieros de Caminos, Canales y Puertos, Thomas Telford, Londres, 2003 ; pp. 775  (ISBN 978-0-7277-3215-6)
- Intervenciones en los puentes de piedra, p. 42-49, Ingenieria Y Territorio, no 92, 2011 (lire en ligne)
- Procedures for the construction of large concrete arches, ARCH’04 (lire en ligne)
- Los pasos historicos de la Sierra de Guadarrama, Ediciones La Libreria, 2015  (ISBN 978-84-9873-280-1)
- Tierra sobre el agua. Vision Historica Universal De Los Puentes, Colegio de Ingenieros de Caminos, Canales y Puertos  (ISBN 978-84-380-0271-1)
- Camino sobre el río, Correos  (ISBN 978-84-88841-30-8)
- Avec Javier Manterola Amisén, Carlos Fernández Casado, Fundación Esteyco  (ISBN 978-84-921092-2-7)
- Avec Amaya Sáenz Sanz, Los puentes : materiales, estructuras y patrimonio, p. 451-498, publié sous la direction de Manuel Silva Suárez, dans Técnica e ingeniería en España - VI : El Ochocientos: de los lenguajes al patrimonio, Real Academia de Ingenaría, Institución « Fernando el Católico », Prensas Universitarias de Zaragoza, Zaragoza, 2011  (ISBN 978-84-9911-151-3) (aperçu)
- Avec Lucía Fernández Muñoz, El puente de Etxebarri, III Congreso de Ache de Puentes y Estructuras (lire en ligne)

## Distinctions
- Prix Santo Domingo de la Calzada, en 2009